# Світловий меч

Блакитний світловий меч

Світловий меч (англ. Lightsaber) — фантастична зброя із «Зоряних воєн», пристрій, що являє собою руків'я, котре випускає замкнутий високотемпературний промінь. Створений як для бою, так і мирних застосувань і церемоній, світловий меч є обов'язковим атрибутом джедаїв і більшості ситхів. Подібні пристрої зустрічаються і в інших фантастичних франшизах.

## Будова і характеристики
Світловий меч складається з руків'я та леза, котре утворюється генерованим у руків'ї замкнутим променем. Лезо виникає при натисненні відповідної кнопки, а його довжина змінюється спеціальним регулятором амплітуди світлової хвилі. Основу світлового меча складає кайбер-кристал, здатний резонувати із Силою. Джедаї використовують кристали природного походження, тоді як ситхи — штучні. Цим пояснюється чому в джедаїв кольори леза різні, а в ситхів завжди червоні. Світловий меч — це складний прилад, що складається з ко́жуха, керівного модуля, фокусувальної лінзи та емітера на основі кайбер-кристала, що живиться від батареї, схованих у руків'ї. Кожен меч унікальний і єдиного стандарту не існує. Джедаї вільні на свій розсуд оформлювати власні мечі та змінювати їхні характеристики.
Світловий меч вирізняється тим, що його «лезо» невагоме та може розрізати більшість відомих матеріалів. Краї розрізу при цьому оплавлюються, в тому числі краї ран. З цієї причини рани, завдані світловим мечем, миттєво припікаються й не кровоточать, що зробило світловому мечу репутацію гуманної зброї. Крім бойового застосування, світловий меч може слугувати для освітлення чи обігріву. На відміну від іншої енергетичної зброї, він діє як у вакуумі та різних газових атмосферах, так і під водою.
Хоча світловий меч здатний розрізати більшість відомих матеріалів, деякі важко піддаються розрізанню, або й зовсім невразливі до світлового леза. Це дозволяє противникам джедаїв створювати броню та зброю для протидії. Метал кортозис ефективно поглинає енергію, тому з нього виготовляють броню й мечі, здатні витримувати удари світлового меча (втім, кортозис все одно плавиться при тривалій дії тепла). Низькотемпературний надпровідник ультрахром розсіює тепло, тому є чудовим матеріалом для створення щитів. Світловий меч може випарувати його верхній шар, але не пробити наскрізь. Метали нейроній і фрік є компонентами сплавів, які здатні витримати принаймні один удар світлового меча. Мандалорська сталь (бескар) вважається найефективнішим засобом проти світлових мечів, цілковито відбиваючи їхні промені. Крім того, кістки та панцирі деяких істот володіють природним опором до високої температури. Вони не лише захищають цих істот за життя, а й слугують основою для виготовлення броні.

## Різновиди

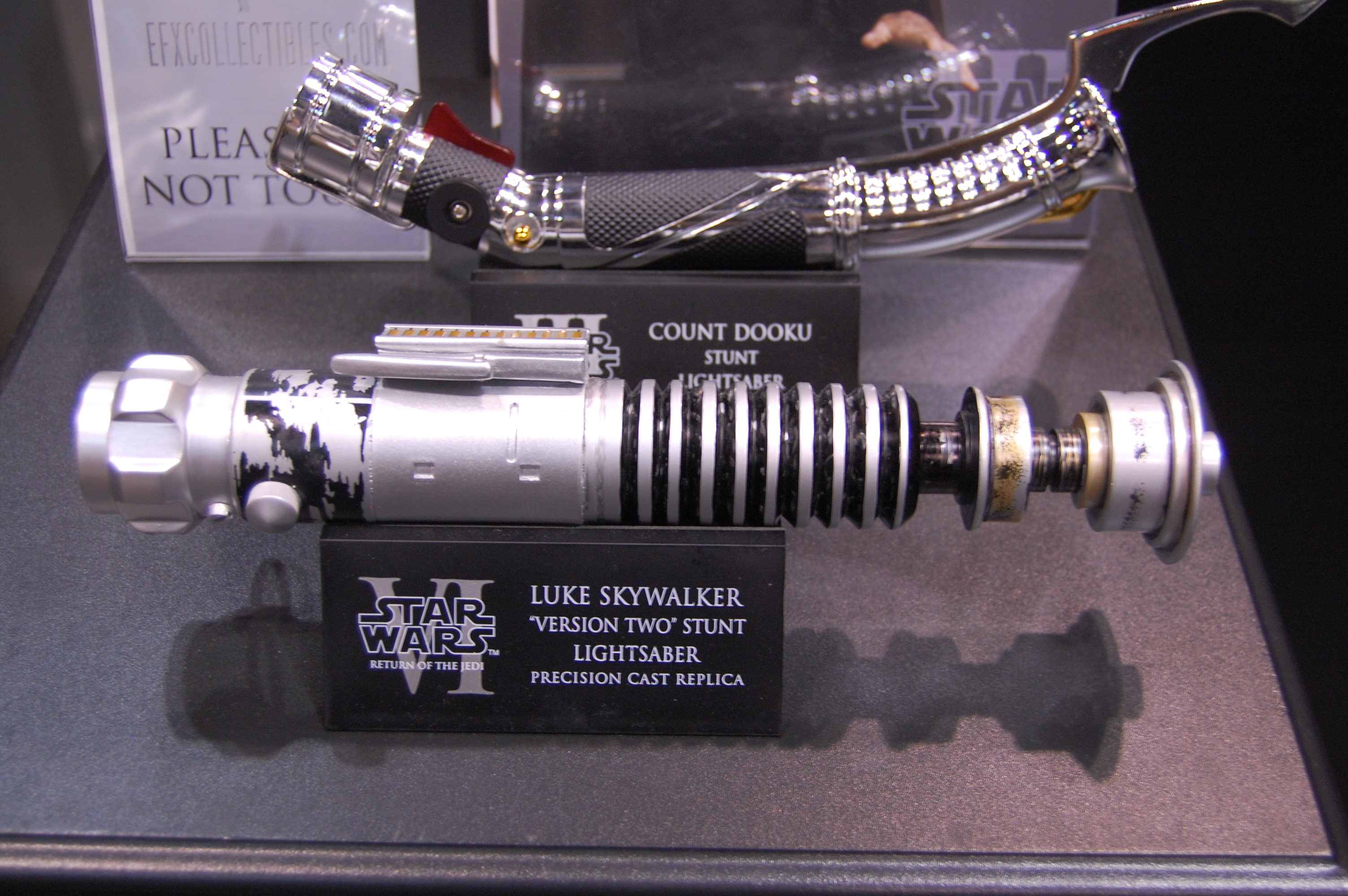
Руків'я світлових мечів з епізоду VI кіносаги

Традиційний світловий меч має циліндричне руків'я та такої ж форми лезо. Проте відомі й інші варіанти, наприклад, із вигнутим руків'ям, зручнішим для тримання, або з широким лезом, що формою нагадує леза звичайних металевих мечів. Юнлінги джедаїв тренувалися зі спеціальними мечами зменшеної потужності.
Попри те, що деяка зброя, заснована на технології світлових мечів, уже не є мечами за застосуванням, традиційно за нею зберігається назва «меч». Існують такі головні різновиди світлових мечів:
- Короткий світловий меч — оснащений лезом невеликої довжини, призначений для використання в парі з таким же мечем в іншій руці, або для істот малого зросту.
- Довгий світловий меч — має лезо завдовжки понад 2 м, переважно для істот зросту, що перевищує людський.
- Дволезний світловий меч  — випускає леза з обох кінців руків'я. Деякі варіанти передбачають вимикання одного з лез. Відомо також про варіант, де кристали містяться на обертовому кільці, що дозволяє крутити леза навколо руків'я.
- Розділюваний світловий меч  — являє собою два меча, руків'я яких кріпляться одне до одного. За потреби може розділюватися на два звичайних меча.
- Двофазний світловий меч — містить два кайбер-кристала, завдяки чому здатний миттєво змінювати довжину леза.
- Світлова піка  — меч з дуже довгим руків'ям, іноді з широким вигнутим лезом.
- Світлова сокира  — має довге руків'я, на кінці якого утворюється дугоподібний промінь.
- Світлова тонфа  — має додаткове перепендикулярне руків'я, що дозволяє активно фехтувати на дуже близьких дистанціях.
- Світловий батіг — містить кілька емітерів, які створюють гнучкий промінь. Такий промінь володіє меншою потужністю, але здатний обплітатися навколо противників і виривати їхні світлові мечі з рук.

Існують модифікації, що суміщують світловий меч і стрілецьку зброю. В той же час деякі унікальні зразки стрілецької зброї використовували світлові мечі для створення руйнівного променя.

## Історія
Згідно з «Легендами Зоряних воєн», попередники світлових мечів були винайдені в імперії Раката за понад 30 тис. років ДБЯ, та називалися силовими мечами. Така зброя використовувала Темний бік Сили та була заснована на синтетичних кристалах. Проте за каноном, їх винайшли набагато пізніше джедаї та вперше застосували в Малакорській війні за понад тисячу років ДБЯ. Найраніший зразок світлового меча, відомий як протомеч, випускав із гарди два бічних коротких променя задля відведення надлишкового тепла.
Світлові мечі активно використовувалися під час Воєн клонів, коли джедаї брали участь у бойових діях на боці Галактичної Республіки поряд з регулярними військами. Після знищення Ордена джедаїв світлові мечі стали рідкістю. За часів Галактичної Імперії був момент, коли на всю галактику лише ситх Дарт Вейдер і джедаї Обі-Ван Кенобі та Люк Скайвокер регулярно використовували світлові мечі. Хоча Орден джедаїв на недовгий час було відроджено після падіння Галактичної Імперії, при Новій Республіці більшість мечів належала Лицарям Рен, які сповідували Темний бік Сили.

## У реальному житті

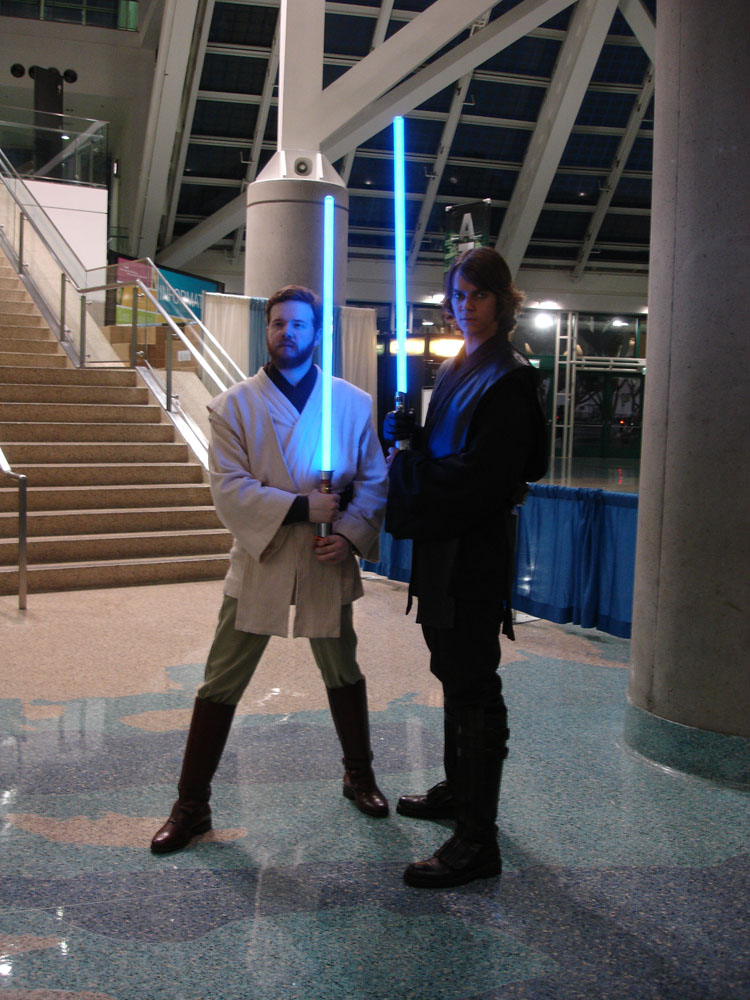
Косплеєри з іграшковими світловими мечами

Створення світлових мечів такими, як вони зображені в «Зоряний війнах», неможливе. Не існує способів створити замкнений світловий промінь. Крім того, якби така зброя існувала, її використання було б нераціональним, оскільки промінь відбивався б від будь-якої дзеркальної поверхні. Як альтернатива, промінь міг би складатися не з фотонів, а з часток, які розпадаються після проходження певної відстані. Наприклад, із піонів. Але створення достатньо руйнівного променя в такому разі потребувало б дуже громіздкого обладнання. Додатково, незрозуміло звідки надходить характерне гудіння світлового меча. Ні його деталі, ні промінь не повинні видавати такий звук.
Іграшки та сувеніри в вигляді світлових мечів зазвичай складаються з напівпрозорого «леза» та руків'я, де сховано світлодіод. Світло розсіюється в «лезі», створюючи ілюзію сяйливого замкненого променя. «Світловими мечами» також іноді називають потужні ручні ліхтарі. Деякі з них навіть можуть запалювати горючі матеріали на близькій відстані.
Для «світлових мечів», які можна було б використовувати як справжню зброю, пропонується застосовувати перегрітий газ чи плазму, утримувану сильними магнітними полями. Варіант — плазма повинна рухатися гвинтоподібно, утворюючи «лезо», а на його кінці повертатися в руків'я. Проте в усіх варіантах постає проблема як захистити від високої температури «леза» решту меча. Також суттєвою проблемою є відсутність компактних джерел живлення, що могли б підтримувати роботу «меча» тривалий час.
У 2020—2022 роках різні ентузіасти представляли власні «світлові мечі», що є модифікованими кисневими пальниками. Це портативні пристрої («руків'я» сполучене шлангом із рештою пристрою, який можна носити з собою), які випускають вузький факел полум'я, здатний різати метал впродовж кількох десятків секунд.
Зі світловими мечами порівнюються фотонні молекули, існування яких передбачено в 2007 році. Це об'єднання фотонів, які утримуються разом блокадою Рідберга так, ніби вони мають масу. Вчені Гарварду та МІТ, які реалізували їх у 2013 році, зауважують, що аналогія з фантастичною зброєю невдала. Фотонні молекули створені в одиничних екземплярах і можуть існувати тільки в дуже специфічних умовах — у вакуумі за температури, близької до абсолютного нуля.